# 佩恩斯代爾 (密歇根州)
佩恩斯代爾（英語：Painesdale）是位於美國密歇根州霍頓縣亞當斯鎮區的一個普查規定居民點。

## 人口
根據2020年美國人口普查的數據，佩恩斯代爾的面積為1.02平方千米，當中陸地面積為1.02平方千米，而水域面積為0.00平方千米。當地共有人口336人，而人口密度為每平方千米329.41人。